# Susan Tsvangirai
Susan Nyaradzo Tsvangirai (Buhera, 24 de abril de 1958 – Harare, 6 de março de 2009) foi uma proeminente figura política no Zimbabué, como um notável membro do Movimento para a Mudança Democrática. Era esposa do primeiro-ministro Morgan Tsvangirai.